# Równina Dargobądzka
Równina Dargobądzka (313.215) – mikroregion obszaru Uznam i Wolin, obejmujący sandr po południowo-wschodniej stronie Pasma Wolińskiego, w środkowej części wyspy Wolin.
Powierzchnię sandru urozmaica zróżnicowane ukształtowanie powierzchni poprzez: ozy, wydmy i zagłębienia bezodpływowe. Od strony Zalewu Szczecińskiego sandr jest podcięty klifem. Na równinie występują głównie lasy mieszane z przewagą drzew iglastych. Na obszarze dominują gleby bielicowe średniokwaśne, a poziom wód gruntowych (prócz obniżeń bezodpływowych) zalega nisko.
W południowej części równiny leży wieś Dargobądz.